# Schutterwald
Schutterwald es un municipio alemán en el distrito de Ortenau, Baden-Wurtemberg.

## Etimología
Schutterwald significa literalmente bosque del Schutter.

## Geografía
Schutterwald está ubicado en la llanura del Rin Superior en el terreno aluvial del río Kinzig. Un poco fuera del núcleo de la aldea fluye el río homónimo Schutter.